# Tito Mistrali
Tito Mistrali (Parma, 30 settembre 1902 – Parma, 11 settembre 1992) è stato un allenatore di calcio e calciatore italiano, di ruolo attaccante.

## Carriera

### Giocatore
Inizia la carriera con il Parma, con cui disputa 13 partite segnando 2 reti in massima serie nel 1925-1926. Nella stagione 1927-1928 passa alla Reggiana, con cui disputa due campionati di Divisione Nazionale scendendo in campo in totale per 16 volte e segnando 4 gol. Tra il 1921 ed il 1927 colleziona in tutto 67 presenze e 29 gol
Dopo i due anni con la Reggiana, torna al Parma con cui gioca per altri due anni in Serie B.

### Allenatore
Terminata la carriera da calciatore, allena il Parma per tre anni in Prima Divisione (diventata Serie C a partire dal 1935).
Nel 2017 il Comune di Parma gli intitola l'impianto da calcio di via Taro.

## Palmarès

### Giocatore

#### Competizioni nazionali
- Seconda Divisione: 1

Parma: 1924-1925

### Allenatore

#### Competizioni nazionali
- Prima Divisione: 1

Parma: 1933-1934